# Karangkuten
Karangkuten is een bestuurslaag in het regentschap Mojokerto van de provincie Oost-Java, Indonesië. Karangkuten telt 2741 inwoners (volkstelling 2010).